# Sancy (diamante)

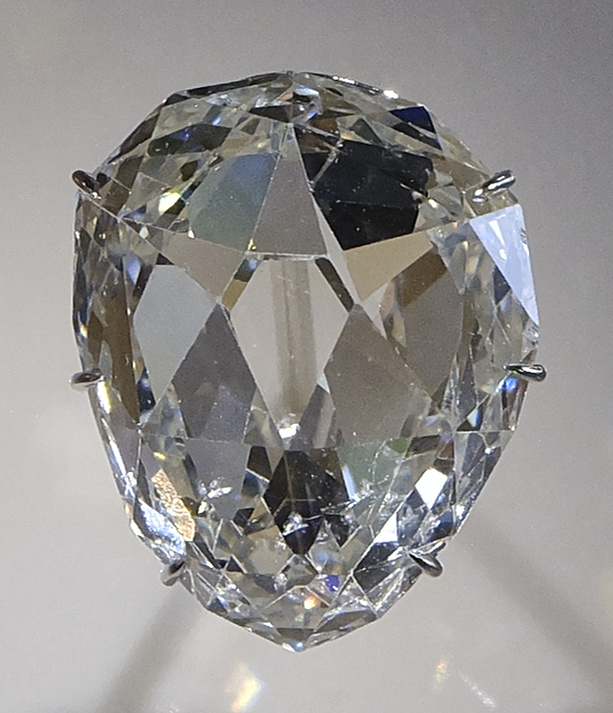
Il Sancy al Louvre

Il Sancy, detto anche Grand Sancy, è un celebre diamante di 55,23 carati, leggermente giallo, tagliato a forma di scudo. Oltre che per la sua notevole caratura il Sancy è famoso per la sua lunga storia, legata a molti monarchi europei e a prestigiose famiglie. 

## Storia
Quasi certamente il diamante fu trovato e tagliato a Golconda in India, ed arrivò in Europa intorno al 1500. Diverse fonti lo danno in possesso di Carlo il calvo, duca di Borgogna. Dopo la sua morte il diamante passò a suo cugino Manuel I del Portogallo. 
Quando il Portogallo rischiò di essere annesso alla Spagna, il pretendente al trono Don Antonio, Priore di Crato fuggì all'estero con buona parte dei gioielli della corona portoghese, cercando alleati per diventare il nuovo re del suo paese. Alcune fonti ritengono che mentre Don Antonio era in Francia vendette il diamante a Nicolas de Harley, Seigneur de Sancy. Altre fonti sostengono che De Sancy lo acquistò a Costantinopoli, dove fu ambasciatore di Francia.
De Sancy vendette poi il diamante al re Giacomo I d'Inghilterra (successore della regina Elisabetta I), e si ritiene che da allora il diamante prese il nome di "Sancy". Rimase in Inghilterra fino al 1669, quando Giacomo II lo vendette al cardinale Mazarino per la somma di 25.000 sterline. Il cardinale lo donò poi al re di Francia Luigi XIV.

La Viscontessa Nancy Astor

Il diamante rimase in possesso dei re di Francia fino alla Rivoluzione francese, quando durante un tumulto popolare dei briganti fecero una razzia nel Garde Meuble, dove era conservato il tesoro della corona. 
Ritenuto ormai scomparso, il Sancy fu venduto nel 1828 al principe russo Paolo I Demidoff per una somma corrispondente a 80.000 sterline. Nel 1865 la famiglia Demidoff lo vendette al principe indiano Sir Jamsetjee Jeejeebhoy, che a sua volta lo rivendette un anno dopo. Il diamante fu esposto all'Esposizione universale di Parigi nel 1867, con un cartello che ne indicava il valore in un milione di franchi. 
Il diamante ricomparve nel 1906, quando fu acquistato da  William Waldorf Astor, primo visconte Astor. La famiglia Astor, tra cui la Viscontessa Nancy Astor, ne rimase in possesso per 72 anni, fino a quando nel 1978 il quarto visconte Astor lo vendette al museo del Louvre per un milione di dollari.

### Oggi
Il diamante Sancy è ancora conservato nella galleria di Apollo del Louvre, assieme ad altri famosi diamanti appartenuti alla corona francese, tra cui il Régent e l'Hortensia.